# P-70 Ametist
Le P-70 Ametist (en russe : « П-70 Аметист », Améthyste), désignation OTAN SS-N-7 « Starbright » et indice GRAU 4K66, était un missile anti-navire soviétique, conçu par le bureau d'études Tchelomeï. Emporté indifféremment par les sous-marins soviétiques et indiens de classe Charlie-I et les sous-marins soviétiques de classe Papa, il fut rapidement suivi par le P-120 Malakhit (OTAN : SS-N-9 « Siren »).

## Développement
Lors de leur mise à feu, les missiles P-5 Piatiorka (OTAN : SS-N-3A « Shaddock ») nécessitaient de leur sous-marin porteur (Classe Echo) de rester au moins trente minutes à la surface, ce qui les rendait particulièrement vulnérables à une attaque aérienne ou provenant d'autres navires. Afin de résoudre ce problème majeur, les soviétiques commencèrent, dans les années 1960, à concevoir un nouveau missile qui pourrait être tiré depuis une position immergée, ainsi que le sous-marin qui irait avec. Ces éléments allaient devenir le P-120 Malakhit et les sous-marins de classe Charlie.
Toutefois, de nombreux problèmes avec les moteurs du P-120 forcèrent les soviétiques à concevoir un missile sous-marin dérivé du P-15M Termit (OTAN : SS-N-2C « Styx »), afin de fournir à la marine soviétique un système provisoire pouvant équiper la première série de nouveaux sous-marins. Ce missile fut désigné P-20L mais fut plus tard renommé P-70 Ametist.

## Caractéristiques
Le P-15M Termit fut équipé d'un radar travaillant en bande L et d'un nouveau radar altimétrique, mais aucune place n'était disponible pour installer une liaison de données, en raison de la petite taille du Styx. Cela priverait le futur missile P-70 de mises à jour en provenance du radar du sous-marin pendant le vol, mais ce défaut fut largement compensé par le fait que la portée du missile était plutôt réduite et qu'il pouvait être tiré directement sous l'eau.
Des ailettes repliables furent également montées, afin de réduire la taille du missile. Il pouvait être tiré depuis une profondeur allant jusqu'à 30 m.

## Histoire opérationnelle
Le P-70 entra en service au sein de la marine soviétique le 3 juin 1968, sur le premier sous-marin de classe Charlie-I. Environ 200 exemplaires furent produits.
L'Inde loua le Chakra, un sous-marin soviétique appartenant à la classe Charlie, de janvier 1988 à 1992, afin d'accumuler de l'expérience sur l'emploi d'un sous-marin nucléaire.

## Utilisateurs
- Union soviétique
- Inde